# Høgni Hoydal
Høgni Karsten Hoydal (* 28. března 1966 Kodaň) je faerský politik.
Je vnukem spisovatele Karstena Hoydala a synem mořského biologa Kjartana Hoydala. Po střední škole pracoval na rybářské lodi a pak byl učitelem. V roce 1994 vystudoval teorii komunikace na Univerzitě v Roskilde a začal pracovat pro televizní stanici Kringvarp Føroya. 
V roce 1998 byl zvolen poslancem Løgtingu, téhož roku se stal předsedou strany Tjóðveldi a od roku 2011 vedl její parlamentní klub. Jeho strana požaduje plnou nezávislost Faerských ostrovů na Dánsku a odvolává se na výsledky referenda z roku 1946. Iniciuje také užší spolupráci Faerských ostrovů, Islandu a Grónska v rámci tzv. Západní Severské rady. Hoydal je autorem knihy Myten om rigsfællesskabet (Mýtus o společenství), v níž kritizuje stávající podobu faerské autonomie a požaduje, aby se souostroví stalo samostatnou republikou.
V letech 2001 až 2011 byl Hoydal jedním ze zástupců Faerských ostrovů ve Folketingu. Od roku 2012 do roku 2015 byl členem předsednictva Severské rady. Byl místopředsedou faerské vlády v letech 1998–2004, 2005, 2015–2019 a znovu od roku 2022. V letech 1998 až 2003 byl ministrem spravedlnosti a od února do září 2008 ministrem zahraničí. Po vstupu strany Tjóðveldi do vlády Aksela V. Johannesena v roce 2015 se stal ministrem rybolovu. Funkci zastával do roku 2019, pak strávil tři roky v opozici a od roku 2022 je vicepremiérem i ministrem zahraničních věcí a obchodu. V roce 2024 ho v čele strany nahradila Sirið Stenbergová, která v březnu roku 2025 také převzala jeho ministerský post.